# Possement
Possement, posseméntarbejde, passement kaldes med et fælles navn både af de almindelige tekstilstoffer og af guld- og sølvtråd, lidser, overspundne knapper, kvaster, frynser, snore, og lignende til pynt på møbler, uniformer, kasketter. Possement stammer fra italiensk: passamano = håndarbejde (passere + mano = hånd).